# 崔邦亮
崔邦亮（1557年—？），字德嚴，號際虞，直隸大名府東明縣人，民籍，明朝政治人物。

## 生平
己卯鄉試二十九名，萬曆十四年（1586年）丙戌科會試二百三十六名，登三甲第二百十七名進士。工部观政，授渭南縣知縣，任六年，万历二十年擢任河南道御史，憫邊吏寒苦，奏罷其役。三十二年，升順天府丞。

## 家族
曾祖崔文昶；祖父崔紀；父崔世祿。前母王氏；母楊氏。慈侍下。弟邦采、邦奇、邦瑞（庠生）、邦佐。